# 10.º Batallón Aéreo de Reemplazo
El 10.º Batallón Aéreo de Reemplazo (10. Flieger-Ersatz-Abteilung) fue una unidad de la Luftwaffe de la Alemania nazi.

## Historia
Fue formado el 1 de noviembre de 1938 en Neukuhren. El 1 de abril de 1939 es redesignado I Grupo/11.º Batallón Aéreo de Reemplazo.

## Comandantes
- Mayor General Franz Biwer (1 de noviembre de 1938 - 1 de abril de 1939)